# Венеман, Энн
Энн Маргарет Венеман (англ. Ann Margaret Veneman; род. 29 июня 1949, Модесто) — американская бизнесвумен, государственный и политический деятель, 27-й министр сельского хозяйства США (2001—2005), 5-й исполнительный директор ЮНИСЕФ (2005—2010).

## Биография
Провела детство на отцовской персиковой ферме близ Модесто, является двоюродной сестрой кинорежиссёра Джорджа Лукаса.
В 1970 году получила степень бакалавра искусств в политологии (Калифорнийский университет в Дейвисе), в 1971 году — степень магистра искусств в политике (Политическая школа имени Голдмана Калифорнийского университета в Беркли), в 1976 году — степень доктора права в Гастингс-колледже.
Являлась помощником общественного защитника в округе Станислаус и корпоративным адвокатом в Bay Area Rapid Transit System, затем работала в вашингтонской лоббистской фирме Patton, Boggs & Blow. В 1995 году губернатор Пит Уилсон неожиданно назначил Венеман министром сельского хозяйства Калифорнии (она стала первой женщиной и первым человеком без фермерского опыта в этой должности с начала 1980-х годов, когда Джерри Браун наделил схожими полномочиями Роуз Бёрд).
Состояла директором биотехнологической компании Calgene, которую позже купила Monsanto Company. Calgene первой вышла на рынок с генетически модифицированным продуктом — томатом сорта Flavr Savr. Входила в Международный совет продовольственной и сельскохозяйственной торговой политики (International Food and Agriculture Trade Policy Council), финансируемый компаниями Monsanto, Syngenta, Cargill, Nestlé, Kraft Foods и другими.
Министр сельского хозяйства США в 2001—2005 годах.
Исполнительный директор ЮНИСЕФ с мая 2005 по апрель 2010 года. Занималась проблемами детского здоровья и питания, качества начального образования для всех, доступа к чистой воде, защиты детей и женщин от насилия, эксплуатации и ВИЧ-СПИД. В должности исполнительного директора ЮНИСЕФ посетила более 70 стран, где изучала ситуацию на месте. В 2009 году журнал Forbes поместил её на 46-е место в рейтинге 100 самых влиятельных женщин.
В ходе президентской предвыборной кампании 2008 года команда Барака Обамы изучала возможность привлечения Энн Венеман в качестве кандидата на должность вице-президента.
С 2010 года — директор Alexion Pharmaceuticals, Inc., с 2011 года — неисполнительный директор Nestlé, в 2013—2014 годах — директор S&W Seed Company. Директор организации Malaria No More, председатель комитета ООН по питанию, член попечительского совета Глобального альянса за вакцинацию и иммунизацию (Global Alliance for Vaccines and Immunization).

## Личная жизнь
В 2002 году Венеман был диагностирован рак молочной железы, и она прошла успешный курс лечения, включавший лампэктомию (щадящая хирургическая операция), и шесть недель лучевой терапии.